# Abel Leblanc
Pour les articles homonymes, voir Leblanc et Abel Leblanc (homonymie).
Abel Joseph LeBlanc est un administrateur, syndicaliste et un homme politique canadien, anciennement député libéral de Saint John Lancaster  à l'Assemblée législative du Nouveau-Brunswick.

## Biographie
Abel Leblanc est né à Saint-Jean, au Nouveau-Brunswick en 1946. Son père est Abel Leblanc et sa mère est Domitilde Gallant. Après l'école secondaire, il s'enrôle dans les Forces canadiennes et sert dans le 3e escadron de campagne du Corps royal du génie canadien à Chilliwack, en Colombie-Britannique. Il travaille ensuite durant plus de quarante ans au port de Saint-Jean, dont 18 ans comme cadre de direction et 16 ans comme président de la section locale 273. Il a aussi été vice-président de la Fédération du travail du Nouveau-Brunswick, en plus de siéger aux tribunaux d’appel de la Commission des accidents du travail, au conseil de l’Administration portuaire de Saint-Jean et à la Commission des accidents du travail.
Abel Leblanc est membre de l'Association libérale du Nouveau-Brunswick. Il est élu à la 55e législature pour représenter la circonscription de Saint John Lancaster  à l'Assemblée législative du Nouveau-Brunswick le 9 juin 2003, lors de la 55e élection générale. Il a siégé au Comité permanent de l’ombudsman et a été porte-parole de l'Opposition officielle en matière de travail et de la Commission de la santé, de la sécurité et de l'indemnisation des accidents au travail.
Il est réélu à la 56e législature le 18 septembre 2006, lors de la 56e élection générale. Il préside le Comité permanent des prévisions budgétaires en plus de siéger au Comité des hauts fonctionnaires de l’Assemblée, au Comité des corporations de la Couronne, au Comité des comptes publics, au Comité des projets de loi d’intérêt privé et au Comité spécial de l’apprentissage continu.
Il est candidat à sa succession lors de la 57e élection générale, qui se tient le 27 septembre 2010, mais n'est pas réélu.
Il a fait partie du conseil de Centraide, de Habitat pour l'humanité, du Saint John Heritage and Preservation Board et de Saint John Labour Community Services. Il défend les intérêts des travailleurs accidentés et a présidé de nombreuses activités de financement pour les équipes sportives locales. Son épouse se nomme Elaine O’Leary et le couple a deux fils, Michael et Andrew.